# Micropera thailandica
Micropera thailandica är en orkidéart som först beskrevs av Gunnar Seidenfaden och Tem Smitinand, och fick sitt nu gällande namn av Leslie Andrew Garay. Micropera thailandica ingår i släktet Micropera och familjen orkidéer. Inga underarter finns listade i Catalogue of Life.